# Cueva Satsurblia
Cueva Satsurblia (del georgiano: საწურბლიას მღვიმე) es un yacimiento paleoantropológico ubicado cerca del asentamiento de Kumistavi, una aldea del distrito de Tskhaltubo, en la región de Imereti en Georgia. La cueva kárstica fue excavada por primera vez en 1976 por A. N. Kalandadze.

## Arqueología
La primera ocupación prehistórica de la cueva tuvo lugar aproximadamente de 25.5k a 24.4k años AP. El siguiente periodo de ocupación humana en Satsurblia tuvo lugar de 17k a 16.2k años AP aproximadamente. Este hiato de la ocupación humana en Satsurblia coincide con el Último Máximo Glacial.
En la cueva se han encontrado artefactos líticos, artefactos de hueso, carbón, tejidos de lino y cerámica. Los artefactos líticos muestran semejanzas a los de los yacimientos del Epigravetiense oriental. Se han encontrado pendientes perforados hechos de estalagmita y huesos bovinos pulidos. También se han hallado en este sitio restos de amarillos, rojo y marrón ocre.
A diferencia de la mayoría de los otros sitios paleolíticos encontrados en Georgia que se basaban principalmente en la caza de una sola especie, la gente de Satsurblia parece haber cazado una gama de especies ligeramente más diversa. Los restos de animales encontrados en Satsurblia estaban dominados principalmente por el jabalí, seguido por el ciervo rojo, también se encontraron restos de uro, bisonte estepario, tur del Cáucaso occidental y corzo. También se encontraron en el sitio algunos restos de osos pardos, lobos, zorros y castores eurasiáticos.

## Genética
En 2013, los arqueólogos hallaron en la cueva un fragmento de hueso temporal de humano antiguo. La datación directa por radiocarbono (AMS) del hueso arrojó una fecha estimada de 13.3 años AP. Los investigadores extrajeron con éxito el ADN del peñasco y lograron recuperar los genomas (con baja cobertura).
El  individuo antiguo de Satsurblia era un hombre de cabello negro y ojos marrones; sin embargo, el individuo es uno de los primeros que se han hallado que es portador del alelo HERC2 derivado para los ojos azules. El individuo de Satsurblia probablemente también tenía la piel clara, ya que se descubrió que portaba el alelo SLC24A5 derivado para la piel clara. Por último, el individuo de Satsurblia era intolerante a la lactosa y no tenía el alelo EDAR derivado que se encuentra comúnmente en los asiáticos orientales y en los nativos americanos.
El individuo de Satsurblia pertenece al haplogrupo del mtDNA K3 y al haplogrupo J1-Y6305* del ADN-Y. Aproximadamente un 1.7-2.4% del ADN del individuo de Satsurblia era de origen Neanderthal.

### Cazadores-recolectores del Cáucaso
El individuo de Satsurblia es el pariente genético más próximo a un individuo antiguo, que data de hace alrededor de 9.7k años AP, hallado en la cueva Kotias Klde en Georgia. Juntos, forman un grupo genéticamente diferenciado que se ha denominado cazadores-recolectores del Cáucaso (CHG, por sus siglas en inglés Caucasian Hunter-Gatherer).
Los cazadores-recolectores del Cáucaso descienden de una población que se separó muy temprano, hace unos 45,000 años, antes de la división que llevó a la formación del hombre de Ust’-Ishim, de Oase1 y a los cazadores-recolectores europeos. Los cazadores-recolectores del Cáucaso lograron sobrevivir en aislamiento durante la última Edad de Hielo como una población diferenciada.

### Relación con las poblaciones modernas
En comparación con las poblaciones humanas modernas, las poblaciones más próximas al individuo de Satsurblia son las del sur del Cáucaso.
Los CHG contribuyeron significativamente a las poblaciones europeas modernas a través de los yamnaya. Alrededor de la mitad del ADN de los Yamnaya procede de los CHG. Los CHG también contribuyeron genéticamente a los asiáticos centrales y del sur modernos.